# معركة البويرة
معركة البويرة (بالإنجليزية: Battle of Albuera)‏ هي معركة وقعت يوم 16 مايو 1811 خلال حرب شبه الجزيرة وذلك بين قوات مشتركة من بريطانيا، وإسبانيا وقوات برتغالية من جانب والتي اشتبكت مع القوات الفرنسية (جيش الجنوب) وذلك في قرية اسبانية صغيرة تسمي البويرة، حوالي 20   كيلومترات (12 ميل) جنوب مدينة بطليوس الحدودية، أسبانيا.
خلال أكتوبر 1810، تم عرقلت جيش المارشال ماسينا البرتغالي الحليف للفرنسين في مواجهة يائسة ضد قوات ويلينجتون المتحالفة، والتي كانت قد رسخت وجودها داخل خطوط توريس فيدراس وخلفها ولكن بناءً على أوامر نابليون، قاد المارشال سولت في أوائل عام 1811 هجوما فرنسيا من الأندلس إلى إكستريمادورا في محاولة لسحب قوات الحلفاء بعيداً وتخفيف الضغط هلي قوات ماسينا ولكن معلومات نابليون كان قد عفا عليها الزمن وجاء تدخل سولت بعد فوات الأوان حيث ان جيش ماسينا كان ينسحب بالفعل إلى إسبانيا، كان سولت قادرًا على الاستيلاء على القلعة المهمة استراتيجياً في بادازوج على الحدود بين إسبانيا والبرتغال  من الأسبان، لكنه اضطر للعودة إلى الأندلس بعد هزيمة المارشال فيكتور في مارس في معركة بارروسا، وبعد أنباء انسحاب ماسينا الكامل من البرتغال، أرسل ويلنجتون فيلق أنجلو برتغاليًا قويًا بقيادة السير ويليام بيريسفورد لاستعادة السيطرة على المدينة الحدودية ومن ثم بدء الحلفاء حصار بطليوس.
جمع سولت سريعا جيشًا جديدًا من القوات الفرنسية في الأندلس، وانضم إلى القوات المنسحبة في بيريسفورد، وسار من أجل تخفيف الحصار ومع ذلك، كان يتصرف مرة أخرى على معلومات قديمة، حيث واجهة قوات سولت الفرنسية البالغ قوامها 24000 جندي، جيشًا مشتركًا من قوات الحلفاء يبلغ 35000.

التقى الجيوش المتحاربة في قرية البويرة حيث عانى كلا الجانبين بشدة خلال المعركة التي تلت ذلك وانسحب الفرنسيون أخيرًا في 18 مايو وعلى الرغم من فشل سولت في تخفيف الضغط عن المدينة، الا انه لم يكن للمعركة تأثير استراتيجي كبير على الحرب وبعد شهر واحد فقط، في يونيو 1811، اضطر الحلفاء للتخلي عن حصارهم بسبب اقتراب الجيوش الفرنسية المعاد تشكيلها من البرتغال والأندلس.

## ذكرى المعركة
يظهر اسم «البويرة» كشرف للمعركة على ألوان الفوج الملكي لأميرة ويلز، وكخليفة لفوج 57 شرق ميدلسكس. ، أيضا وبالنسبة لفوج ميدلسكس (الذي شكله اتحاد غرب ميدلسكس وشرق ميدلسكس)، لقب «ذا دياردز» وهي تمثل صرخة العقيد إنجليس خلال المعركة.
تشير قصيدة اللورد بايرون الملحمية تشايلد هارولد إلى المعركة.
تم اختيار يوم، 16 مايو، باعتباره «يوم ميدلسكس»، وهو يوم مقاطعة ميدلسكس، لتصرفات الفوج 57، شرق ميدلسكس، في البويرة. 